# علي بالشريفة
علي بالشريفة  (04 مارس 1960- ) من مواليد مدينة باجة, وهو سياسي و جامعي تونسي.

## نشأته و تكوينه
ولد علي بالشريفة يوم 4 مارس 1960 في مدينة باجة, و ودرس هناك طيلة المرحلة الابتدية كما زاول تعليمه الثانوي في المعهد الثانوي ابن الهيثم بباجة. و أخيرا إنظم لكلية العلوم بتونس أين تحصّل على الأستاذية في الكيمياء ثم على شهادة الدراسات المعمقة في نفس الاختصاص.

 واصل بالشريفة تقدمّه في مجال العلوم و تحصل على دكتوراه مرحلة ثم على دكتوراه دولة في الكيمياء.

## عمله
عمل علي بالشريفة كأستاذ تعليم عالي بكلية العلوم بتونس و كان نقابي بتلك الكليّة. و سنة 2011 تم انتخابه كعضو في المجلس الوطني التأسيسي عن التكتل الديمقراطي من أجل العمل والحريات دائرة باجة قبل أن يستقيل منه و ينظم للمسار الديمقراطي الاجتماعي.

 خلال فترته النيابية كان بالشريفة عضو في اللّجان التالية :
- لجنة السلطة التنفيذية والسلطة التشريعية والعلاقة بينهما
- لجنة الشؤون التربوية
- لجنة فرز الترشحات لعضوية الهيئة العليا المستقلة للانتخابات